# أغسطس هولاند
أغسطس هولاند هو سياسي كندي، ولد في 26 مارس 1824، وتوفي في 1919.